# 京都府保育所一覧
京都府保育所一覧（きょうとふほいくしょいちらん）は、京都府の保育所の一覧。

## 公立保育所

### 京都市

#### 北区
- 京都市船岡乳児保育所
- 京都市楽只乳児保育所
- 京都市楽只保育所

#### 上京区
- 京都市上京保育所
- 京都市中立保育所
- 京都市鶴山保育所
- 京都市室町乳児保育所

#### 中京区
- 京都市聚楽保育所
- 京都市朱雀乳児保育所
- 京都市壬生保育所

#### 下京区
- 京都市崇仁第一保育所
- 京都市'崇仁第二保育所
- 京都市西七条保育所

#### 左京区
- 京都市一乗寺保育所
- 京都市錦林保育所
- 京都市修学院保育所
- 京都市高野保育所
- 京都市福ノ川保育所
- 京都市村松保育所
- 京都市養正乳児保育所
- 京都市養正保育所

#### 山科区
- 京都市安朱保育所
- 京都市鏡山保育所
- 京都市勧修保育所
- 京都市山階保育所
- 京都市西野山保育所
- 京都市山科保育所

### 舞鶴市
- 舞鶴市中保育所
- 舞鶴市西乳児保育所
- 舞鶴市南乳児保育所
- 舞鶴市東保育所
- 舞鶴市東乳児保育所

### 宇治市
- 市立宇治保育所
- 市立小倉双葉園保育所
- 市立木幡保育所
- 市立西小倉保育所
- 市立大久保保育所
- 市立北木幡保育所
- 市立善法保育所

### 京田辺市
河原保育所

### 久世郡
- 久御山町立佐山保育所
- 久御山町立御牧保育所
- 久御山町立宮ノ後保育所

### 綴喜郡
- （井出）町立玉川保育園
- （井出）町立多賀保育園
- （井出）町立いづみ保育園
- 宇治田原町立保育所

※井手町は、町立保育園の正式名に、井出の字は付けていない。（井手町保育所入所募集について。)及び、京都府：子育て支援・未来っ子ひろば:保育所一覧が、一致。※

### 与謝郡
- 与謝野町立加悦保育園
- 与謝野町立与謝保育園
- 与謝野町立桑飼保育園
- 伊根町立伊根保育園
- 伊根町立本庄保育所

## 私立保育所

### 京都市

#### 北区
- 旭ヶ丘保育園
- 上賀茂保育園
- 上総幼児園
- 衣笠保育園
- 大宮保育園
- さつき保育園
- 白い鳩保育園
- 待鳳保育園
- 鷹ヶ峯保育園
- たかつかさ保育園
- 大徳寺保育園
- のぞみ保育園
- 柊野保育園
- 妙秀保育園
- 妙林苑
- 紫野保育園
- 洛北幼児園
- 洛陽保育園

#### 上京区
- 上京陵和園
- 北野保育園
- 信愛保育園
- 心月保育園
- せいしん幼児園
- 第二せいしん幼児園（夜間保育所）
- 第二わかば園（夜間保育所）
- 西陣和楽園
- わかば園

#### 中京区
- 京都市朱七保育所
- 円町隣保園
- カトリック聖母保育園
- 月かげ保育園
- 二条保育園
- 壬生寺保育園
- 洛西保育園
- 六満こどもの家（夜間保育所）
- 六満保育園

#### 下京区
- 大谷保育園
- 光林保育園
- 五条愛児園
- 下京保育所
- たかせ保育園
- たちばな保育園
- 知真保育園

#### 左京区
- 葵保育園
- 朱い実保育園
- 市原野保育園
- 岩倉こひつじ保育園
- 岡崎幼児園
- 風の子保育園
- 北白川いずみ保育園
- 鞍馬山保育園
- 子どものその保育園
- 聖護院保育園
- 実相院保育園
- 聖水保育園
- 高野川保育園
- だん王保育園
- だん王夜間保育園（夜間保育所）
- ひまわり保育園
- 百万遍保育園
- 別所保育園
- ペスタロッチ保育園
- 松ヶ崎保育園
- メグミ幼児園
- 八瀬保育園
- 吉田山保育園

#### 東山区
- 永興保育園

#### 山科区
- 岩屋保育園
- 永興小金塚保育園
- 大宅保育園
- こばと保育園
- こばと夜間保育園（夜間保育所）
- 西念寺保育園
- さくら保育園
- 中臣保育園
- 椥辻保育園
- 東野保育園
- ほほえみ保育園
- 万因寺保育園
- ももの木保育園
- 陵ヶ岡保育園
- 若林保育園

#### 伏見区
- 桃嶺保育園(宗教法人 善通寺)
- 向島保育園(社会福祉法人向島保育園)[2]
- 世光保育園
- 伏見幼児園
- 板橋保育園
- みどり保育園
- 住吉保育園
- 住吉西保育園
- 横大路保育園（社会福祉法人横大路保育園）
- 下鳥羽保育園（社会福祉法人下鳥羽保育園）
- 神川保育園
- 桃陵乳児保育園
- 淀白鳥保育園（（社福）　淀福祉会）
- 城之内保育園（社会福祉法人京都社会福祉協会）[3]
- 二の丸保育園（社会福祉法人二の丸保育園）
- 野の百合保育園
- みぎわ保育園
- 第二あけぼの保育園（社会福祉法人曙福祉会）[4]
- 白菊保育園（社会福祉法人　白菊福祉会）
- つぼみ保育園
- 羽束師保育園
- 城南保育園
- ピノキオ保育園（社会福祉法人　九十九福祉会）
- 城南第二保育園（社会福祉法人 京都社会福祉協会）[5]
- たんぽぽ保育園
- まごころ保育園
- こが保育園

### 舞鶴市
- 岡田保育所
- 八雲保育所
- さくら保育所
- 相愛保育所
- やまもも保育所
- ルンビニ保育所
- 永福保育園
- 昭光保育園
- 東山保育園

### 宇治市
- 槇島ひいらぎ保育園（社会福祉法人心華会）
- 広野保育所（社会福祉法人広野保育所）
- なかよし保育園（社会福祉法人春秋福祉会）
- 登り保育園（社会福祉法人あけぼの会）
- 三室戸保育園（社会福祉法人宇治福祉園）
- ひいらぎ保育園（社会福祉法人心華会）
- くりくま保育園（社会福祉法人栗隈福祉会）
- 伊勢田保育園（社会福祉法人かおり福祉会）
- 同胞保育園（社会福祉法人同胞会）
- 南浦保育園（社会福祉法人黎明会）
- 明星保育園（社会福祉法人宇治明星園）
- あさひ保育園（社会福祉法人ゆたか会）
- いずみ保育園（社会福祉法人白菊福祉会）
- Hana花保育園（社会福祉法人宇治福祉園）
- 北小倉こひつじ保育園（社会福祉法人同胞会）
- のぞみ保育園（社会福祉法人不動園）
- 第2登り保育園（社会福祉法人あけぼの会）

### 城陽市
- 清仁保育園（社会福祉法人清仁福祉会）
- くぬぎ保育園（社会福祉法人高陽会）
- 清心保育園（社会福祉法人清仁福祉会）
- 里の西保育園（社会福祉法人城陽福祉会）
- しいの木保育園（社会福祉法人高陽会）

### 八幡市
- くすのき保育園(社会福祉法人若竹福祉会)
- 八幡保育園(宗教法人正法寺)
- 西遊寺保育園(宗教法人西遊寺)
- 山鳩保育園(社会福祉法人若竹福祉会)
- 男山保育園(社会福祉法人徳風会)
- ぶどうの木保育園(社会福祉法人イエス団)
- 山鳩第二保育園(社会福祉法人若竹福祉会)

### 典拠・注釈
1. 1 2 3 4 5  京都府：子育て支援・未来っ子ひろば:保育所一覧
2. ↑  向島保育園WebSight：民生委員や、方面委員会の有志の活動が実った保育所
3. ↑  社会福祉法人京都社会福祉協会城之内保育園WebSight：個人経営から、地域活動が実る。
4. ↑  社会福祉法人曙福祉会WebSight：醍醐と、清水町に、保育所を設置経営
5. ↑  (大手の)社会福祉法人京都社会福祉協会；城之内保育園、墨染保育園など、多数経営京都市の外郭団体からスタート
6. ↑  京都市保健福祉局：伏見区内の保育所一覧